# The Sky Trap
The Sky Trap (titlul original: în engleză The Sky Trap, în spaniolă Trampa en el cielo) este un film de aventuri american, 
realizat în 1979 de regizorul Jerome Courtland, după romanul omonim din 1975 al scriitorului D.S. Halacy Jr., protagoniști fiind actorii Jim Hutton, Marc McClure, Katherine Moffat, Pat Crowley. 

## Conținut
Grant Stone în vârstă de 17 ani din Arizona, trăiește pentru planorism. Când împreună cu prietena sa Marti aterizând cu planorul pe o pistă necunoscută din deșert, descoperă un hangar vechi și perturbă afacerea unui traficant de droguri lipsit de scrupule. Traficantul, numit „The Hawk" (Șoimul), ticluiește un plan, încercând să-l folosească pe Grant ca transportator de droguri. Tânărul neavând altă alegere, acceptă dar cu ajutorul lui Marti, șeriful este anunțat... 

## Distribuție
- Marc McClure – Grant Stone
- Jim Hutton – Joe Reese
- Katherine Moffat – Marti Benson (ca Kitty Ruth în generic)
- Pat Crowley – Florence Stone, mama lui Grant
- John Crawford – Mark Sanders
- Kip Niven – Buddy Phelps
- Martin Kove – Hoover
- Walter Barnes – Harry Shaughnessy
- Dennis Fimple – Wilks
- Bill Thurman – șeriful
- Elven Havard – un agent vamal
- Allan Hunt – un agent vamal
- Alfred Daniels – un agent vamal
- William H. Bassett – un agent vamal

Piloți cascadori:
- Art scholl
- Chris Courtland
- Charles Oyenes
- Ted Janczarek
- Tom Friedkin
- Steven Hinton
- Dean Engelhardt

## Trivia
Este un film pentru tineret, care este mai interesant datorită scenelor de urmărire de avioane și de acrobație aeriană cu elemente ușoare, executate de planoarele LET L-13 Blaník, deasupra deșerturilor din Arizona și Mexic, decât de acțiunea de bază.